# Кирнарский, Александр Александрович
Александр Александрович Кирна́рский — советский инженер-конструктор, руководитель тепловозного бюро Харьковского паровозостроительного завода (впоследствии ХЗТМ). Лауреат Сталинской премии 2-й степени (1952).

## Биография
Начинал конструкторскую деятельность на Коломенском паровозостроительном заводе, участвовал в создании и доводке серийных тепловозов Ээл и первого в Европе двухсекционного тепловоза ВМ20. Принимал участие в создании проектов тепловозов Т16 и Т17, фактического предшественника ТЭ2. В 1941 году вместе с эвакуированным заводом был направлен в Киров, а в 1944 году — в Харьков на танковый завод № 75. Принимал участие в разработке первого советского послевоенного тепловоза серии ТЭ1. Далее под его непосредственным руководством были созданы серийные магистральные тепловозы ТЭ2, ТЭ4, ТЭ6, ТЭ3, ТЭ7, ТЭ10, 2ТЭ10 (вначале — ТЭ12), ТЭП10 (вначале — ТЭ11) и ряд экспериментальных тепловозов — ТЭ15, ТЭ30, 2ТЭ40 и другие.

## Награды и премии
- Сталинская премия второй степени (1952) — за создание конструкции и организацию серийного выпуска магистральных тепловозов ТЭ2